# Infinite (álbum de Stratovarius)
Infinite es el octavo álbum de estudio de la banda finlandesa de power metal Stratovarius. Salió a la venta el 28 de febrero de 2000 por el nuevo sello discográfico Nuclear Blast. El álbum llegó al puesto número 1 en Finlandia, donde permaneció nueve semanas, logrando un disco de oro con 20 000 copias vendidas. El disco está compuesto por nueve canciones (diez en la edición de Japón, y doce en Rusia y Francia) dos canciones más fueron publicados en formato vinilo/limitada en un EP llamado It's A Mystery. Este álbum demostró ser más progresivo que sus anteriores trabajos Destiny y Visions. El 4 de junio de 2010 el álbum fue reeditado y publicado por el sello discográfico Edel Music con más canciones con un segundo disco como edición limitada agregando las ediciones de Rusia y vinilo más 2 canciones en vivo que aparecen en su Ep A Million Light Years Away pero no se incluyó la edición de Japón y Francia. Nuevamente llegó al puesto número 1 en Finlandia. En el 2013 alcanzó el certificado de Platino con 21 907 copias vendidas. Tres videoclip se publicaron para promocionar el disco 2 por Nuclear Blast y el último por Wacken. “Hunting High and Low”, “A Million Light Years Away ”, “Freedom ”.
«Hunting High and Low» fue el primer sencillo del disco. Publicado como EP el 2 de febrero del 2000, alcanzó el puesto número 4 en Finlandia donde se mantuvo cinco semanas. Nuclear Blast también publicó el videoclip oficial de esta canción. El 20 de octubre del 2000 apareció el segundo EP del disco, «A Million Light Years Away», que entró en la lista finlandesa en el puesto número 14. Nuclear Blast publicó asimismo el videoclip oficial. El último EP, «It's A Mystery» se publicó en formato vinilo.

## Lista de canciones
| 1. «Hunting High and Low» - 4:08 2. «Millennium» - 4:09 3. «Mother Gaia» - 8:18 4. «Phoenix» - 6:13 5. «Glory of the World» - 4:53 6. «A Million Light Years Away» - 5:19 7. «Freedom» - 5:03 8. «Infinity» - 9:22 9. «Celestial Dream» - 2:31 | 1. «Why Are We Here?» - 4:43 2. «It's A Mystery» – 4:04 3. «Neon Light Child» - 5:06 4. «Hunting High and Low» (Demo Versión) 04:21 5. «Millennium» (Demo Versión) 04:08 6. «Phoenix» (Live) 06:33 7. «Infinity» (Live) 09:22 |

## Miembros
- Timo Kotipelto - Voz
- Timo Tolkki - Guitarra
- Jari Kainulainen - Bajo
- Jens Johansson - Teclados
- Jörg Michael - Batería